# NGC 7320C
NGC 7320C је спирална галаксија у сазвежђу Пегаз која се налази на NGC листи објеката дубоког неба.
Деклинација објекта је + 33° 59' 8" а ректасцензија 22h 36m 20,3s. Привидна величина (магнитуда) објекта NGC 7320 износи 16,0 а фотографска магнитуда 16,9. NGC 7320C је још познат и под ознакама MCG 6-49-43, NPM1G +33.0467, Member of Stephan's quintet?, PGC 69279.